# Scyllarus aurora
Scyllarus aurora är en kräftdjursart som beskrevs av Lipke Bijdeley Holthuis 1982. Scyllarus aurora ingår i släktet Scyllarus och familjen Scyllaridae. Inga underarter finns listade i Catalogue of Life.